# Isolemidia pulchella
Isolemidia pulchella là một loài bọ cánh cứng trong họ Cleridae. Loài này được Gorham miêu tả khoa học năm 1877.